# Palazzetto dello Sport (Montefiascone)
Il palazzetto dello sport è un'arena coperta di Montefiascone.

## Storia e descrizione
Il palazzetto, dalla capienza di 600 posti, viene utilizzato sia per attività sportive, soprattutto come palestra e per gare di pallavolo, sia per attività ludiche.
Ha ospitato le gare interne della squadra di pallavolo maschile della Tuscania Volley nelle stagioni 2014-15 e 2015-16, mentre dalla stagione 2016-17 ospita le gare interne della Junior Volley Civita Castellana, entrambe militanti in Serie A2.